# Chelonus peruensis
Chelonus peruensis är en stekelart som beskrevs av Roy D. Shenefelt 1973. Chelonus peruensis ingår i släktet Chelonus och familjen bracksteklar. Inga underarter finns listade i Catalogue of Life.